# Leonid Levin
Leonid Anatolievich Levin, em russo:  Леонид Анатольевич Левин; (Dnipropetrovsk, 2 de novembro de 1948) é um informático soviético-estadunidense.
Obteve o mestrado em 1970 e um Ph.D. em 1972 na Universidade de Moscou, onde foi aluno de Andrey Kolmogorov. Em 1978 emigrou para os Estados Unidos, obtendo um Ph.D. no Instituto de Tecnologia de Massachusetts (MIT) em 1979. Seu orientador no MIT foi Albert Ronald Meyer.
Levin e Stephen Cook, descobriram a existência de problemas NP-completos. Este teorema da NP-completude, muitas vezes chamado de Teorema de Cook-Levin, foi a base para um dos sete Problemas do Milênio. O teorema de Cook-Levin foi um avanço na ciência da computação e é o fundamento da complexidade computacional.
Atualmente é professor de ciência da computação na Universidade de Boston, onde começou a lecionar em 1980.